# Salliqueló (partido)
Salliqueló (Partido de Salliqueló) is een partido in de Argentijnse provincie Buenos Aires. Het bestuurlijke gebied telt 8.682 inwoners. Tussen 1991 en 2001 steeg het inwoneraantal met 2,8 %.

## Plaatsen in partido Salliqueló
- Estación Graciarena
- Quenumá
- Salliqueló